# 2012年ロンドンオリンピックのエチオピア選手団
2012年ロンドンオリンピックのエチオピア選手団（2012ねんロンドンオリンピックのエチオピアせんしゅだん）は、2012年7月27日から8月12日にかけてイギリスの首都ロンドンで開催された2012年ロンドンオリンピックのエチオピア選手団、およびその競技結果。

## 概要
今大会は金メダル3個、銀メダル2個、銅メダル3個の合計8個のメダルを獲得した。

## メダル
| メダル | 選手名                   | 競技 | 種目          |
| ------ | ------------------------ | ---- | ------------- |
| 金     | メセレト・デファー       | 陸上 | 女子5000m     |
| 金     | ティルネシュ・ディババ   | 陸上 | 女子10000m    |
| 金     | ティキ・ゲラナ           | 陸上 | 女子マラソン  |
| 銀     | デジェン・ゲブレメスケル | 陸上 | 男子5000m     |
| 銀     | ソフィア・アセファ       | 陸上 | 女子3000m障害 |
| 銅     | タリク・ベケレ           | 陸上 | 男子10000m    |
| 銅     | アベバ・アレガウィ       | 陸上 | 女子1500m     |
| 銅     | ティルネッシュ・ディババ | 陸上 | 女子5000m     |